# Missió suïcida
El terme missió suïcida comunament es refereix a una tasca que és tan perillosa per a les persones involucrades que no s'espera que sobrevisquin. El terme a vegades s'estén, però no es limita a, els atacs suïcides com els kamikazes i els atcs suïcides, on les persones que participen activament acabaran morint durant l'execució. Els riscos involucrats en missions suïcides no sempre són evidents als participants o per a aquells que les planegen. No obstant això, perquè una acció sigui considerada una missió suïcida aquells que hi participaran ha d'ésser conscients dels riscos, i per exemple una missió que acaba de manera desastrosa per causes alienes sense tenir fonaments a priori perquè així acabi no seria una missió suïcida. Els individus o grups que participen en una missió poden percebre els riscos que implica ser molt més gran que els que creuen que és acceptable, mentre que els de planificació o de comandament de la missió pot pensar d'una altra manera. Aquest plantejament pot conduir a la negativa a participar en la missió al·legant que es tracta d'una missió suïcida.